# 25377 Rolaberee
25377 Rolaberee (tên chỉ định: 1999 TZ196) là một tiểu hành tinh vành đai chính. Nó được phát hiện bởi dự án Nghiên cứu tiểu hành tinh gần Trái Đất Lincoln ở Socorro, New Mexico, ngày 12 tháng 10 năm 1999. Nó được đặt theo tên Rosemary Laberee, an American homeschool educator ở Medford, New Jersey.